# Bolesław Cybis
Bolesław Cybis (* 1895 in Massandra, Gouvernement Taurien, Russisches Kaiserreich; † 1957 in Trenton, New Jersey) war ein polnisch-US-amerikanischer Maler, Bildhauer und Keramiker.

## Leben
Boleslaw Cybis wurde in Litauen als Sohn eines bedeutenden – vor allem in Russland tätigen – Architekten geboren und wuchs in Wilno und St. Petersburg auf. Er studierte in Charkow an der Kunstakademie. Ab 1915 besuchte er die Kunstakademie in St. Petersburg. 1921 floh er vor den politischen Umwälzungen nach Konstantinopel, wo er mit den Künstlern Constantin Alajalov und Pavel Tchelitchev zusammenlebte und -arbeitete. Er finanzierte seinen Lebensunterhalt mit öffentlichen Porträtzeichnungen, Theaterplakatmalerei, Wandmalerei in Nachtclubs und Bühnendekorationen. Zu seinen ersten großen Aufträgen gehörte die Anfertigung einer großformatigen Werbetafel für Nestlé-Schokolade. 1923 kehrte er nach Warschau zurück, wo er die Warschauer Kunstakademie unter Tadeusz Pruszkowski besuchte. Nach seinem Abschluss wurde Cybis zum Lehrer an diese Hochschule berufen. Er reiste durch Europa, lernte so die Maltechniken der alten Meister kennen und schätzen. 1926 heiratete er Marja Tym, eine Studentin der Akademie. Cybis war einer der Mitbegründer der Künstlergruppe „Bractwa św. Łukasza“.

### Malerei
Für seine Gemälde, Wandmalereien und Skulpturen erhielt Cybis internationale Anerkennung. Sie wurden in Paris, Genf, München, Frankfurt, Moskau, St. Petersburg, Bukarest und Wien ausgestellt. Von 1926 bis 1930 malte er vorwiegend bäuerliche Szenen und Personen, die im Stil der mittelalterlichen Malerei gehalten sind. Ab den 1930er Jahren wurden seine Arbeit auch in den USA gezeigt. The Studio Magazine beschrieb seine Bilder im April 1934 als eine Reminiszenz an Leonardo da Vinci. 1932 lebte er in Tripolis, wo er experimentell auch Zement in seinen Bildern verwendete. In den nächsten Jahren wurden seine Werke im Brooklyn Museum of Art, in Museen in Chicago and Dayton wie auch auf den Internationalen Bilderausstellungen in den Carnegie Museums of Pittsburgh und in der Albright-Knox Art Gallery in Buffalo präsentiert. 1934 wurden seine Bilder auf der Biennale in Venedig gezeigt. Von 1934 bis 1937 schuf er mit Jan Zamoyski weitere Fresken („Bolesław Chrobry wytyczający granice Polski na Odrze“). 1937 war er einer der Gestalter des polnischen Pavillons auf der Weltfachausstellung in Paris. Für seine Deckenmalerei des Pavillons erhielt er einen Grand Prix.
1939 reisten Cybis und seine Frau in die USA, um dort von der Stadtverwaltung New York in Auftrag gegebene Wandmalereien in der Ehrenhalle („Hall of Honor“) der New York World’s Fair von 1939 auszuführen. Cybis schuf zwei Freskos: Polnische Kämpfer der amerikanischen Unabhängigkeit (Poles Fighting for American Independence) und Industrieviertel und Gdynia („Central Industrial District and Gdynia“). In der Folgezeit bereiste das Ehepaar die Vereinigten Staaten und porträtierte Indianer. Zwei Bilder dieser Serie wurden 1972 dem US-amerikanischen Präsidenten Richard Nixon von der polnischen Regierung geschenkt.
Viele seiner Bilder befinden sich in Museumssammlungen, in Polen unter anderem in den Nationalmuseen in Warschau, Stettin und Danzig sowie in Regionalmuseen in Toruń, Bydgoszcz und Lublin.

### Porzellankunst
Aufgrund des Ausbruchs des Zweiten Weltkriegs entschieden sich die Eheleute Cybis, die US-amerikanische Staatsangehörigkeit zu beantragen. Cybis wandte sich in der Folge der Porzellankunst zu. Das Ehepaar richtete 1940 das „Cybis-Studio“ im Steinway Mansion im New Yorker Stadtteil Astoria ein. Nach einem Wohnortwechsel nach Trenton in New Jersey entwickelte Cybis Porzellanbearbeitungstechniken, die von seinen Studien der alten Meister in Europa abgeleitet waren. Cybis arbeitete hart an der Perfektionierung seiner Fähigkeiten und wurde innerhalb kurzer Zeit zu einem herausragenden Porzellankünstler. Seine Porzellanarbeiten sind in Dauerausstellungen von Museen übernommen worden. Noch heute produziert das Unternehmen Cybis Porcelain in Trenton.